# Variseia
Variseia ou Varisha (em grego:  Βαρίσεια) é uma vila deserta localizada no distrito de Nicósia, Chipre. 